# Bupleurum schistosum
Bupleurum schistosum är en flockblommig växtart som beskrevs av Jurij Nikolajevitj Voronov. Bupleurum schistosum ingår i släktet harörter, och familjen flockblommiga växter. Inga underarter finns listade i Catalogue of Life.